# Rahma Tered
Rahma Tered (رحمة الطارد), née le 28 mars 1988, est une handballeuse tunisienne. Elle mesure 1,75 m pour 71 kg.
Depuis 2013, elle joue en France, d'abord au Club Laïque Colombellois Handball qui évolue dans le championnat de Nationale 1, avec le statut de joueuse professionnelle au sein de ce club amateur. Elle entraîne également les jeunes gardiens du club. Pour la saison 2015-2016, elle s'engage au club de Val de Boutonne évoluant aussi en championnat de Nationale 1.
Elle a participé avec l'équipe nationale tunisienne au championnat du monde 2011 où elle a terminé à la 18e place, ainsi qu'au championnat d'Afrique des nations[Lequel ?].